# Jüdischer Friedhof (Heusenstamm)

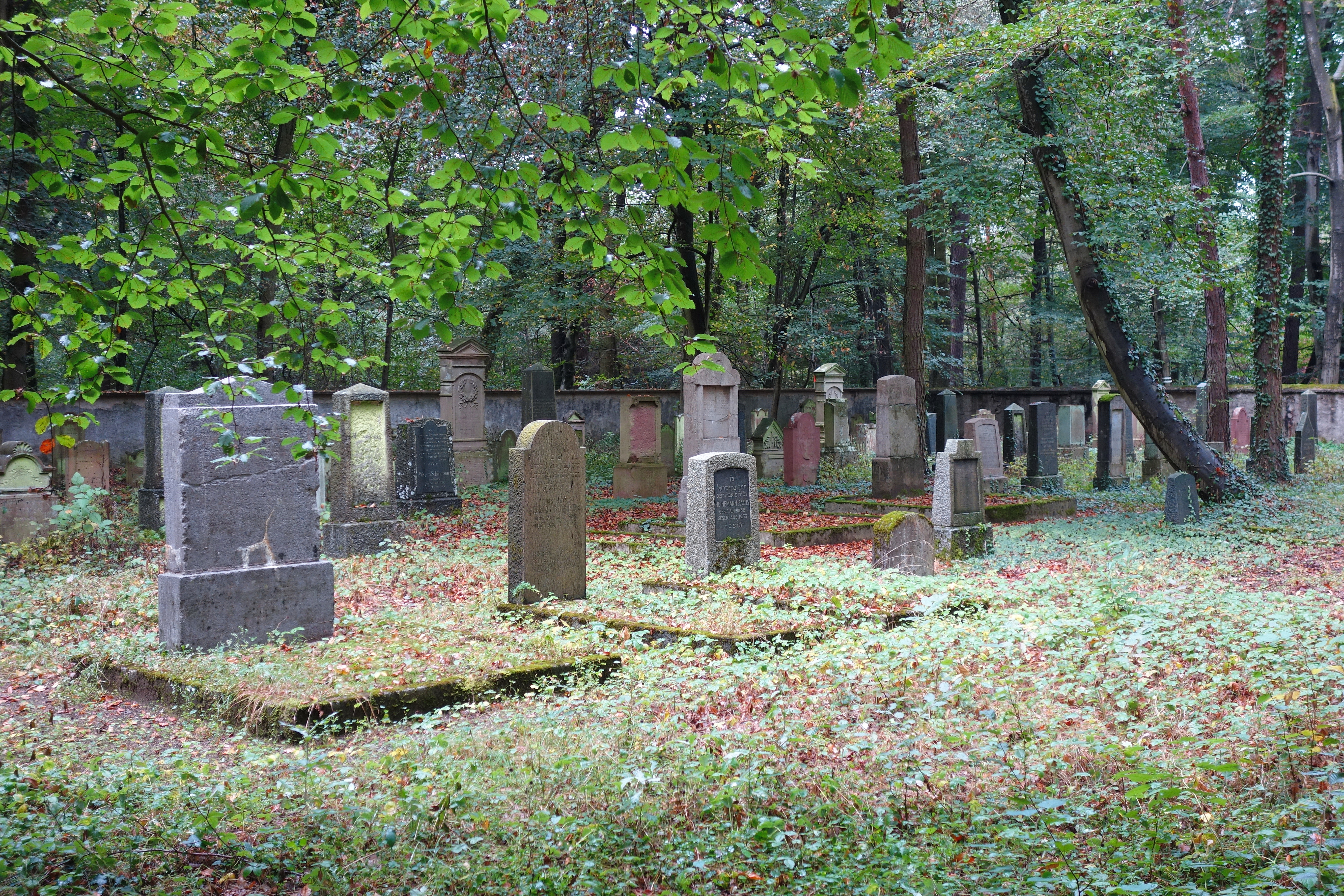
Jüdischer Friedhof in Heusenstamm

Der Jüdische Friedhof in Heusenstamm, einer Stadt im Landkreis Offenbach in Südhessen, wurde 1669 angelegt. Der jüdische Friedhof nördlich der Stadt mitten im Wald, unmittelbar südlich der Bundesautobahn 3, ist ein geschütztes Kulturdenkmal.
Im Jahr 1669 wurde den Juden in Heusenstamm von Melchior Friedrich von Schönborn ein Grundstück zur Anlegung eines Friedhofs geschenkt. Der Friedhof wurde von den jüdischen Gemeinden in Dietzenbach, Hainhausen, Jügesheim, Obertshausen und Weiskirchen belegt.
Am Eingang des Friedhofs befindet sich ein Gedenkstein mit hebräischer und deutscher Inschrift und der Jahreszahl 5617 bzw. 1857. In diesem Jahr wurde die Mauer um den Friedhof errichtet.
Im vorderen Teil des Friedhofes stehen ältere Grabsteine. Die letzten Beisetzungen fanden 1936 und 1938 statt.
Im Jahr 1938 wurden von SA-Männern die Friedhofsmauer und zahlreiche Grabsteine zerstört bzw. umgeworfen. Die Mauer wurde 1954 durch die Stadt Heusenstamm wiedererrichtet.
Hakenkreuze, das von den Nationalsozialisten eingeführte Symbol „Judenstern“, übelste Beschimpfungen und Genitalsymbole wurden zwischen 15. und 17. Mai 2021 mit roter und weißer Farbe auf die alten Grabsteine auf dem jüdischen Friedhof gesprüht und der Friedhof geschändet.

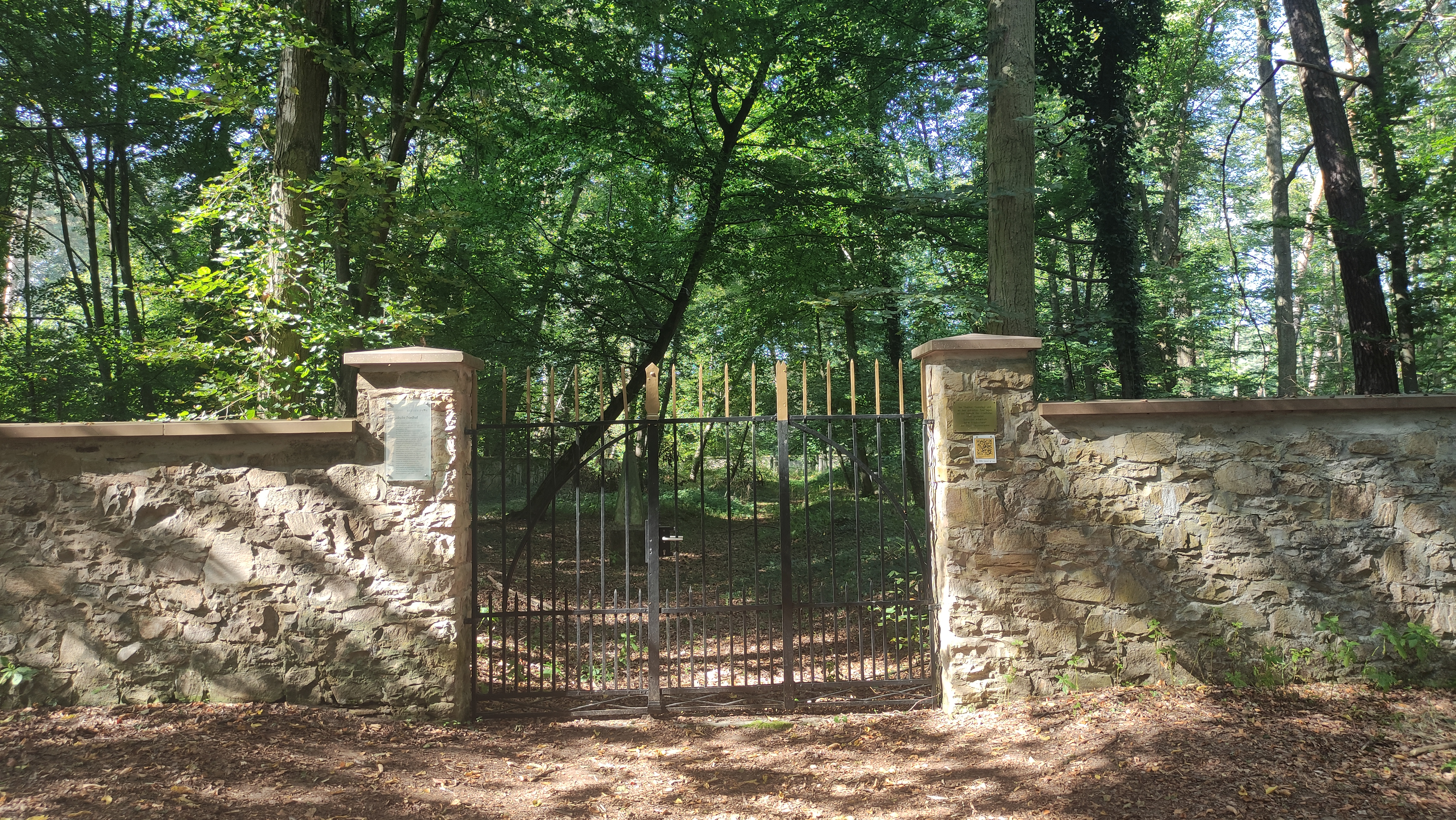
Eingang zum Jüdischen Friedhof
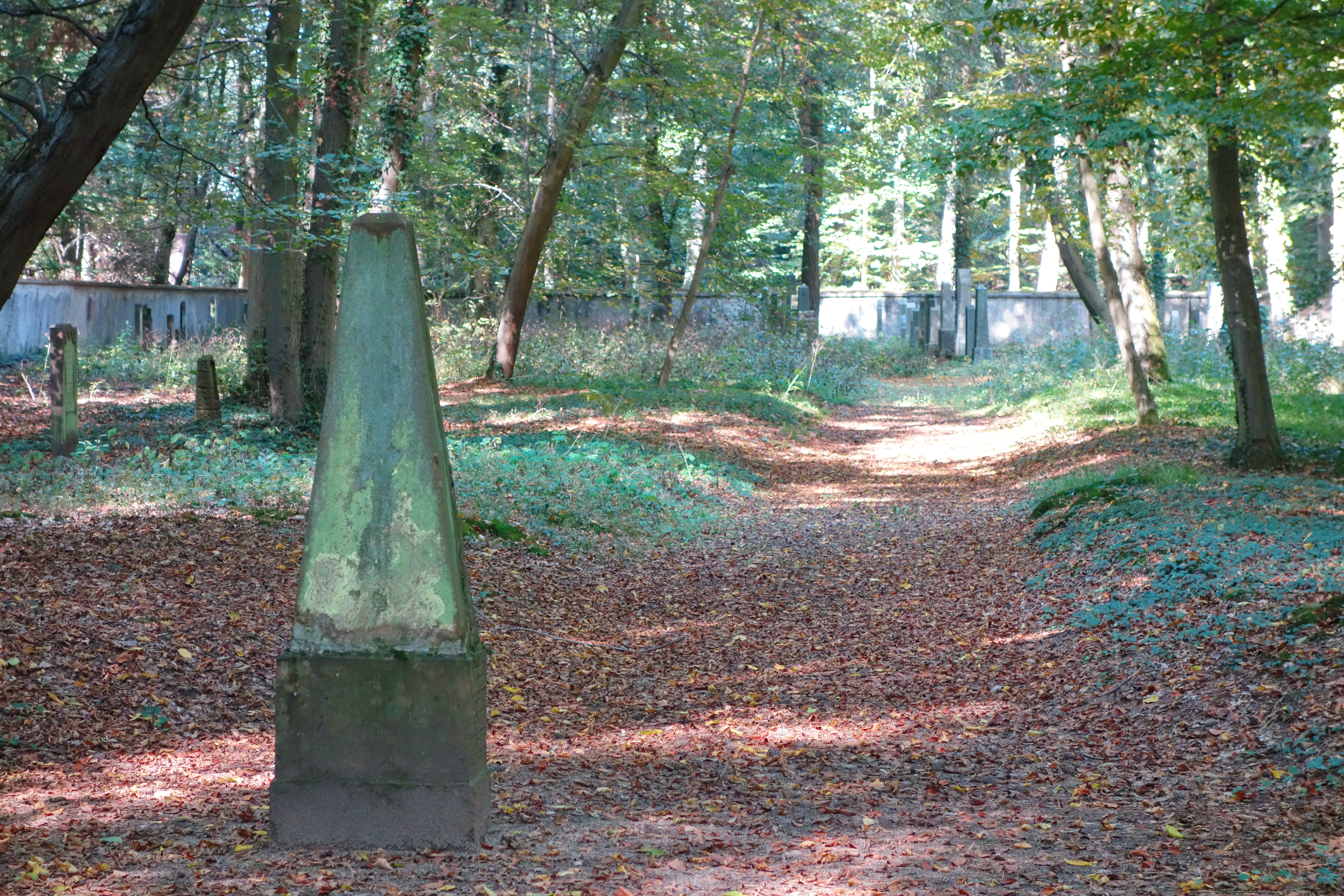
Blick in den Jüdischen Friedhof vom Eingang aus